# 다이페닐사이클로프로펜온
다이페닐사이클로프로펜온(Diphenylcyclopropenone, DCP 또는 DPCP) 또는 디펜시프론(Diphencyprone)은 면역 요법에 사용되는 국소투여제이자 민감제이다. 발암성이 없고 자외선을 차단할 경우 장기 보존이 가능하기 때문에 널리 사용되고 있다.

## 적용 대상
원형 탈모증, 전두 탈모증과 사마귀에 적용이 가능하며, 사마귀 치료에 쓰이는 경우는, 사마귀가 너무 많거나, 환자가 액체 질소 등을 이용한 냉동 치료에 수반되는 통증을 원치 않을 경우이다.

## 작용 원리
DCP는 신체의 면역체계를 이용하기 위해 피부에 국소 자극을 일으키는 것으로 여겨지며, 이것으로 감작(感作)상태를 만들어 항체
가 해당 부위의 세포를 공격하게 만든다.
약품에 대한 감수성은 환자에 따라, 그리고 적용 부위에 따라 차이가 있기 때문에, 약품의 농도를 변화시켜가며 시험 적용하여 적당한 농도를 찾는 작업을 거친다. 드물게는 아예 유발반응이 나타나지 않는 경우도 있다. DCP도포에 의한 지연성 피부 과민반응은 도포 후 24~72시간 사이에 최고조에 이르며, 이 반응은 1주 이상 지속되기 때문에 주 1회 도포만으로도 충분하며 이 이상 자주 적용해도 효과의 차이는 거의 없다.

## 약효
탈모 환자 41명에 대한 연구결과, 6개월 동안 40%의 환자에게서 뚜렷한 발모 현상이 나타났다. 이중에 2/3은 12개월 후에도 효과가 지속되었다. 사마귀 환자 30명이 보유하고 있었던 사마귀 33개에 적용한 결과, 81.8%의 사마귀가 완치되었다.

## 부작용
민감화를 시도한 부위에 물집, 가려움증, 색소침착이 일어날 수 있다.

## 화학적 성질
다이페닐사이클로프로펜온은 쌍극자 모멘트가 매우 큰 케톤이다. 사이클로프로펜온과 마찬가지로 C=O 결합이 편극화되었을 때 삼각형 고리가 휘켈 규칙에 따라 방향족이 되며 그런 공명 구조는 다시 벤조페논과 마찬가지로 벤질자리 카보양이온이 되어 벤젠고리에 양전하가 분산되는 공명구조를 가지기 때문이다. 두가지 요인이 복합적으로 작용해 매우 큰 쌍극자 모멘트를 가지게 한다.

## 같이 보기
- 사이클로프로펜온
- 벤조페논(다이페닐케톤)